# Lourmarin
Lourmarin település Franciaországban, Vaucluse megyében. Lakosainak száma 1031 fő (2022. január 1.). Lourmarin Bonnieux, Buoux, Cadenet, Puyvert és Vaugines községekkel határos.

## Népesség
A település népességének változása:
| Lakosok száma | 1129 | 1142 | 1131 | 1076 | 1043 | 1040 | 1042 | 1042 | 1031 |
|               | 2013 | 2015 | 2016 | 2017 | 2018 | 2019 | 2020 | 2021 | 2022 |